# João Augusto Gerlinger
Nascido em 1902, em Nuremberg, Alemanha, João Augusto Gerlinger imigra ao Brasil em 1929 com a esposa
Marie Sofia e a filha Maria Elisabeth, radicando-se inicialmente em São Paulo, onde nesse mesmo
ano nasce a sua segunda filha, Marianna Leonore.  Encantado e seduzido pelas paisagens do
Brasil e, cativado pela alma brasileira, naturaliza-se brasileiro em 1934.
Muda-se com a família ao Rio de Janeiro em 1937, escolhendo o bairro de Santa Teresa para a
moradia. Em cartas a familiares, Gerlinger escreveria mais tarde sobre aqueles anos, como sendo os que  
“foram os  mais felizes da minha vida”. Dividindo o seu tempo entre os crescentes 
negócios e as freqüentes viagens dentro do Brasil e no exterior, 
matricula-se na antiga Escola Nacional de Belas Artes (1939-1945), onde aprimora os seus 
estudos academicos em curso regular.
Diante de novas imposições ao mercado importador face às dificuldades no período pós-guerra,
João Augusto Gerlinger volta a residir em São Paulo, onde em 1953, com seus irmãos, 
funda a primeira indústria de alto-falantes no país.
Falece em São Paulo aos 55 anos de problemas cardíacos, deixando um legado artístico de mais 
de 600 obras, sendo que destas, um montante significativo foi doado pela sua filha 
Maria Elisabeth ao Museu de Arte de São Paulo em 1983, então sob a direção de Pietro Maria Bardi.
Pietro Maria Bardi assim referiu-se a João Augusto Gerlinger, "Eis hoje um outro desenhista. Inedito, totalmente desconhecido. Nunca fez questao de ser conhecido como profissional, apesar de todas as qualidades e capacidades de pintor.
Desenhava para si mesmo, ciumento ate que o outro soubesse. Desenhista de excecao: interpretava as paisagens com
meticulosidade, estudando cada minucia, compreendendo o espirito de cada coisa com o amor que nos faz pensar em Claude Geles ou em Corot." 
Maria Elisa Carrazzoni, diretora do Museu Nacional de Belas Artes, assim escreveu para o catálogo da exposição Paisagens Brasileiras em 1973, , “Fascinado pela paisagem, Gerlinger é um apaixonado pintor do Rio de Janeiro. Próspero comerciante, só lhe restam os domingos para sair ao encontro da natureza. E aqui estão os resultados desses passeios solitários em busca da beleza: o Rio nos parece interpretado com a minúcia e a ternura de um namorado que só vê a sua amada aos domingos. E sente que precisa captar para sempre a sua beleza, fixar para sempre a sua imagem. E aqui vemos Santa Tereza, seu casario e suas matas mil vezes desenhadas.  Ao longe as montanhas, depois o mar.  Com aquarela, crayon ou o simples lápis de cor, Gerlinger consegue todos os efeitos que procura, os planos se sucedem com nitidez, os tons e meio-tons são de perfeita harmonia, os horizontes se ampliam e no simples retângulo branco do papel surge a cidade, sua mata, seu mar e o céu.”

## Referencias
1. ↑  1
2. ↑  2
3. ↑  3

1- Dicionario Brasileiro de Artistas Plásticos. Cavalcanti, Carlos. (Org). MEC, 1973
2- CARRAZZONI, Maria Elisa: Um Museu de Arte sob O Regime Autoritário. Rio de Janeiro: s/ed., 2ª edição, 2001
3- Jornal do Brasil, 1973: Artes